# David Gates

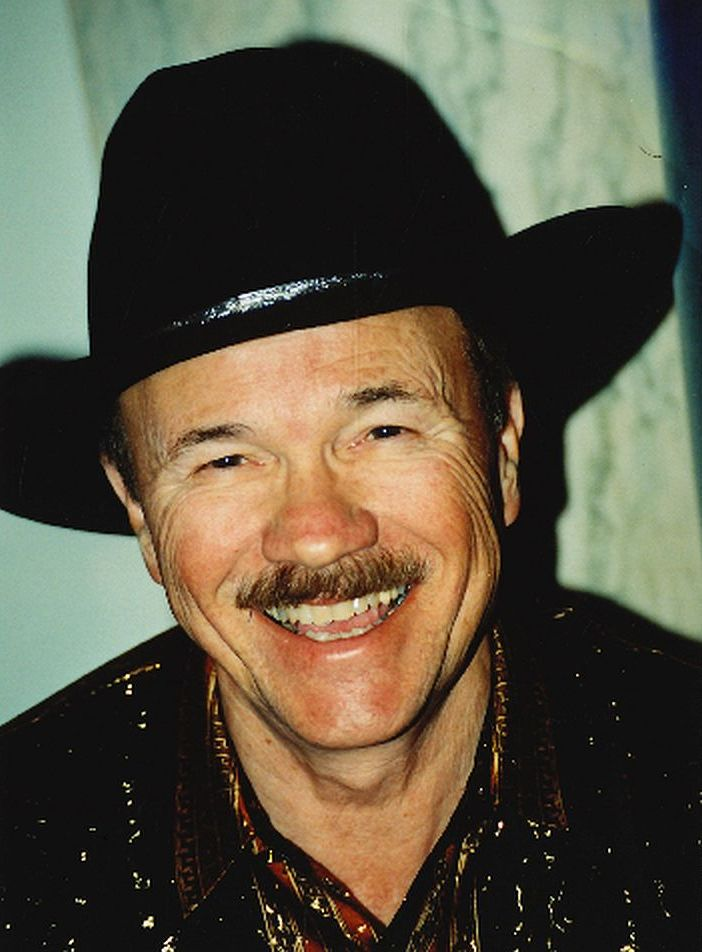
David Gates (2000)

David Gates (* 11. Dezember 1940 in Tulsa, Oklahoma) ist ein US-amerikanischer Singer-Songwriter und war Sänger der Rockgruppe Bread. 

## Biografie

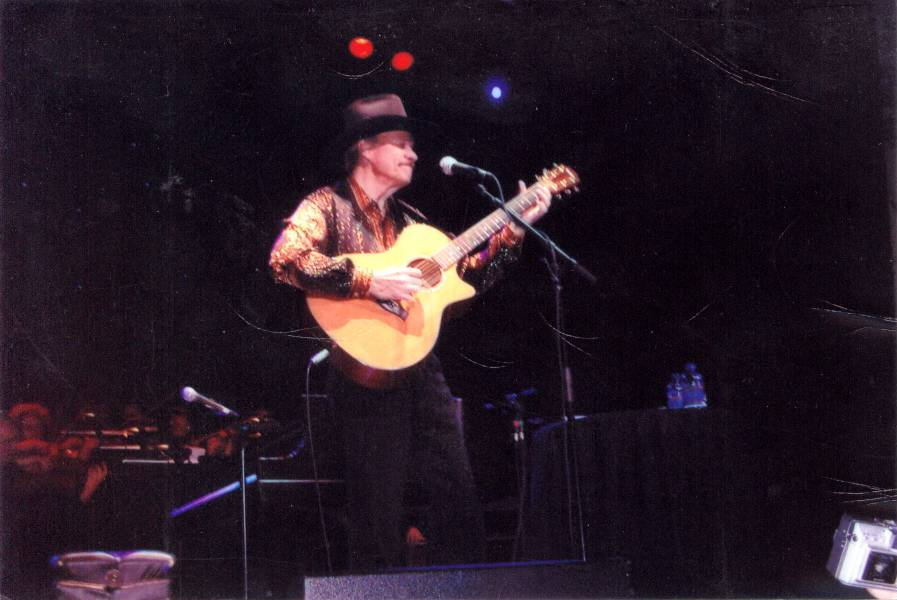
David Gates (2008)

Er komponierte die Ballade If und den Rocksong Guitar Man. Vor der Entstehung der Band Bread war er Komponist und Studiomusiker. 1978 komponierte und sang Gates den Titelsong für den Film The Goodbye Girl.
Für seinen verstorbenen Vater schrieb er das Lied Everything I Own. Der Song wurde u. a. in 1987 von Boy George gecovert.

## Diskografie
Für Veröffentlichungen als Teil von Bread siehe hier.

### Alben
| Jahr | Titel                                          | Höchstplatzierung, Gesamtwochen, AuszeichnungChartplatzierungen (Jahr, Titel, Platzierungen, Wochen, Auszeichnungen, Anmerkungen) | Höchstplatzierung, Gesamtwochen, AuszeichnungChartplatzierungen (Jahr, Titel, Platzierungen, Wochen, Auszeichnungen, Anmerkungen) | Anmerkungen |
| Jahr | Titel                                          | UK | US | Anmerkungen |
| ---- | ---------------------------------------------- | --- | --- | ----------- |
| 1973 | First                                          | — | US107 (10 Wo.)US |             |
| 1975 | Never Let Her Go                               | UK32 (1 Wo.)UK | US102 (9 Wo.)US |             |
| 1978 | Goodbye Girl                                   | UK28 Silber · (3 Wo.)UK | US165 (4 Wo.)US |             |
| 1987 | The Very Best of Bread                         | UK84 (2 Wo.)UK | — | mit Bread   |
| 1997 | Essentials                                     | UK9 (23 Wo.)UK | — | mit Bread   |
| 2002 | The David Gates Songbook – A Lifetime of Music | UK11 Gold · (9 Wo.)UK | — |             |

Weitere Alben
- Jo Baby, 1959
- Falling In Love Again, 1980
- Take Me Now, 1981
- Love Is Always Seventeen, 1994

### Singles
| Jahr | Titel Album                                    | Höchstplatzierung, Gesamtwochen, AuszeichnungChartplatzierungen (Jahr, Titel, Album, Platzierungen, Wochen, Auszeichnungen, Anmerkungen) | Höchstplatzierung, Gesamtwochen, AuszeichnungChartplatzierungen (Jahr, Titel, Album, Platzierungen, Wochen, Auszeichnungen, Anmerkungen) | Anmerkungen |
| Jahr | Titel Album                                    | UK | US | Anmerkungen |
| ---- | ---------------------------------------------- | --- | --- | ----------- |
| 1973 | Clouds First                                   | — | US47 (8 Wo.)US |             |
| 1973 | Sail Around The World First                    | — | US50 (8 Wo.)US |             |
| 1975 | Never Let Her Go                               | — | US29 (10 Wo.)US |             |
| 1978 | Goodbye Girl                                   | — | US15 (24 Wo.)US |             |
| 1978 | Took The Last Train Goodbye Girl               | UK50 (2 Wo.)UK | US30 (14 Wo.)US |             |
| 1980 | Where Does The Lovin’ Go Falling In Love Again | — | US46 (8 Wo.)US |             |
| 1981 | Take Me Now                                    | — | US62 (7 Wo.)US |             |

## Auszeichnungen für Musikverkäufe
| Platin-Schallplatte - Australien - 1998: für das Album Essentials |

Anmerkung: Auszeichnungen in Ländern aus den Charttabellen bzw. Chartboxen sind in ebendiesen zu finden.
| Land/RegionAuszeichnungen für Musikverkäufe (Land/Region, Auszeichnungen, Verkäufe, Quellen) | Silber  | Gold  | Platin  | Verkäufe | Quellen     |
| -------------------------------------------------------------------------------------------- | ------- | ----- | ------- | -------- | ----------- |
| Australien (ARIA)                                                                            | —       | —     | Platin1 | 70.000   | aria.com.au |
| Vereinigtes Königreich (BPI)                                                                 | Silber1 | Gold1 | —       | 160.000  | bpi.co.uk   |
| Insgesamt                                                                                    | Silber1 | Gold1 | Platin1 |          |             |